# Satsuma gishiden
Satsuma gishiden (jap. 薩摩義士伝) – manga autorstwa Hiroshiego Hiraty, publikowana w magazynie „Shūkan Manga Goraku” wydawnictwa Nihon Bungeisha w latach 1977–1982.

## Fabuła
Historia przedstawiona w Satsuma gishiden to dramatyczne ukazanie wydarzeń związanych z incydentem nad rzeką Hōreki w 1754 roku, które obrazują melancholijną determinację i wytrwałość samurajów z Satsumy.

## Publikacja serii
Manga ukazywała się w magazynie „Shūkan Manga Goraku” wydawnictwa Nihon Bungeisha w latach 1977–1982. Rozdziały serii zostały zebrane w 6 tankōbonach, wydanych między lipcem 1979 a sierpniem 1982. Później tytuł został również opublikowany nakładem wydawnictwa Leed Publishing.
W Polsce wydanie mangi zapowiedziało wydawnictwo Mandioca.

## Odbiór
Jason Thompson z Anime News Network pochwalił rysunki Hiraty oraz historyczne tło mangi. Opisał styl artystyczny Hiraty jako „bardziej zachodni” niż tradycyjne rysunki w mandze. Scott Green z Ain’t It Cool News docenił fabułę za jej symbolikę oraz polityczne motywy. Green również pochwalił ilustracje. Katherine Dacey z Manga Critic pochwaliła mangę za równowagę między scenami historycznymi a akcją. Dacey także wyraziła uznanie dla oprawy graficznej, opisując projekty postaci jako „oddane z cudowną precyzją”.